# Bernhard Badura
Bernhard Badura (* 12. Februar 1943 in Oppeln) ist ein deutscher Soziologe und Emeritus der Fakultät für Gesundheitswissenschaften der Universität Bielefeld.

## Beruflicher Werdegang
1966–1971 studierte er Soziologie, Philosophie und Politikwissenschaften in Tübingen, Freiburg, Konstanz und Harvard. Er promovierte und habilitierte 1971 bei Ralf Dahrendorf in Konstanz. Anschließend war Badura bis 1975 Professor für Sozialpolitik an der Universität Konstanz. An der Universität Oldenburg war er 1981–1986 als Professor für Soziologie und Sozialpolitik tätig, bevor er bis 1991 als Professor und Leiter des Institut der Soziologie an der Technischen Universität Berlin arbeitete. Anschließend war Badura bis 2008 Professor für Gesundheitswissenschaften und Leiter der Arbeitsgruppe Sozialepidemiologie und Gesundheitssystemgestaltung.
Er war 1991–1993 Vorsitzender der Gründerkommission der ersten Fakultät für Gesundheitswissenschaften in Deutschland an der Universität Bielefeld. 1998–2004 übte er zudem Beratertätigkeiten bei der Weltgesundheitsorganisation (WHO), der Europäischen Union (EU), der Bundesregierung und zahlreichen Unternehmen aus. Gleichzeitig war er Präsident der deutschen Public Health Association. Badura betätigte sich außerdem als wissenschaftlicher Leiter der Expertenkommission zur „Zukunft einer zeitgemäßen betrieblichen Gesundheitspolitik“ der Bertelsmann Stiftung in Zusammenarbeit mit der Hans-Böckler-Stiftung, die 2004 ihren Abschlussbericht vorlegte.
Seit 2003 ist er Mitgesellschafter von SALUBRIS (Badura & Münch GbR) und wissenschaftlicher Leiter des Studiengangs „Betriebliches Gesundheitsmanagement“ an der Universität Bielefeld. Emeritus der Fakultät für Gesundheitswissenschaften der Universität Bielefeld ist er seit 2009. Badura ist seit 2010 CEO, Social Capital an Occupational Health Standard UG.

## Veröffentlichungen
- B. Badura: Gute Unternehmensführung. Sozialkapital, Gesundheit und Organisationserfolg. In: Wirtschaftskammer Österreich (Hrsg.): Das Kapital 2. Wirtschaftspolitische Blätter.
- B. Badura, M. Steinke: Die erschöpfte Arbeitswelt. Bertelsmann Stiftung, Gütersloh 2011.
- P. Rixgens, B. Badura: Arbeitsbedingungen, Sozialkapital und gesundheitliches Wohlbefinden – Differenzen in den Einschätzungen von Führungskräften und Mitarbeitern. In: B. Badura, H. Schröder, J. Klose, K. Macco (Hrsg.): Fehlzeiten-Report  2011. Führung und Gesundheit. Springer Verlag, Berlin/Heidelberg 2011.
- M. Steinke, B. Badura: Präsentismus. Ein Review zum Stand der Forschung. (= Schriftenreihe der Bundesanstalt für Arbeitsschutz und Arbeitsmedizin). Bundesanstalt für Arbeitsschutz und Arbeitsmedizin, Dortmund 2011.
- B. Badura, U. Walter, T. Hehlmann (Hrsg.): Betriebliche Gesundheitspolitik. Der Weg zur gesunden Organisation. Springer Verlag, Berlin u. a. 2010.
- B. Badura, H. Schröder, J. Klose, K. Macco (Hrsg.): Fehlzeiten-Report 2009. Arbeit und Psyche: Belastungen reduzieren – Wohlbefinden fördern. Springer Verlag, Heidelberg 2010.
- B. Badura, H. Schröder, C. Vetter (Hrsg.): Fehlzeiten-Report 2008. Betriebliches Gesundheitsmanagement: Kosten und Nutzen. Springer, Heidelberg 2009.
- B. Badura, M. Steinke (Hrsg.): Betriebliche Gesundheitspolitik in der Kernverwaltung von Kommunen. Eine explorative Fallstudie zur aktuellen Situation. Hans-Böckler-Stiftung, Düsseldorf 2009. (Downloadseite, Uni Bielefeld; PDF; 675 kB)
- B. Badura, W. Greiner, P. Rixgens, M. Ueberle, M. Behr: Sozialkapital – Grundlagen von Gesundheit und Unternehmenserfolg. Springer Verlag, Berlin 2008.
- W. Kirch und B. Badura: Prävention, Springer Medizin Verlag, Heidelberg 2006, ISBN 3-540-28953-4.